# Collegio elettorale di Torino I (Regno di Sardegna)
Il collegio elettorale di Torino I è stato un collegio elettorale uninominale del Regno di Sardegna per l'elezione della Camera dei deputati.

## Storia
Fu istituito con il Regio editto del 17 marzo 1848.
Il collegio venne riconfermato con la riforma del 1859.

## Territorio
Inizialmente era uno dei sette collegi in cui era divisa la città di Torino.
(Legge 17 marzo 1848)
Nel 1859 il numero di collegi di Torino scese a sei.
(Legge 20 novembre 1859 )

## Eletti
| Legislatura | Partito | Partito          | Eletto                   | Note                               |
| ----------- | ------- | ---------------- | ------------------------ | ---------------------------------- |
| I           |         | Destra storica   | Camillo Benso            | elezione suppletiva                |
| II          |         | Sinistra storica | Giovanni Ignazio Pansoya |                                    |
| III         |         | Destra storica   | Camillo Benso            |                                    |
| IV          |         | Destra storica   | Camillo Benso            | eletto tre volte nella legislatura |
| V           |         | Destra storica   | Camillo Benso            |                                    |
| VI          |         | Destra storica   | Camillo Benso            |                                    |
| VII         |         | Destra storica   | Camillo Benso            |                                    |

## Dati elettorali
Nel collegio si svolsero votazioni per sette legislature.

### I legislatura
Le votazioni si svolsero in 222 collegi uninominali a doppio turno. Come previsto dal decreto n. 680 del 17 marzo 1848, era eletto al primo turno il candidato che «riunisce in suo favore più del terzo dei voti del total numero dei membri componenti il collegio e più della metà dei suffragi dati dai votanti presenti all'adunanza» (art. 92). Se nessun candidato era eletto, al ballottaggio tra i due candidati con più voti era eletto chi otteneva il maggior numero di voti (art. 93) o, in caso di ugual numero di voti, il maggiore d'età (art. 94).
| Partito                            | Partito                            | Candidato                          | Risultati 27 aprile 1848 | Risultati 27 aprile 1848 |
| Partito                            | Partito                            | Candidato                          | Voti                     | %                        |
| ---------------------------------- | ---------------------------------- | ---------------------------------- | ------------------------ | ------------------------ |
|                                    | —                                  | Cesare Balbo                       | 357                      | 93,70                    |
|                                    | —                                  | Antonio Nomis di Pollone           | 24                       | 6,30                     |
|                                    |                                    |                                    |                          |                          |
| Iscritti                           | Iscritti                           | Iscritti                           | 598                      | 100,00                   |
| ↳ Votanti (% su iscritti)          | ↳ Votanti (% su iscritti)          | ↳ Votanti (% su iscritti)          | 474                      | 79,26                    |
| ↳ Voti validi (% su votanti)       | ↳ Voti validi (% su votanti)       | ↳ Voti validi (% su votanti)       | 381                      | 80,38                    |
| ↳ Schede non valide (% su votanti) | ↳ Schede non valide (% su votanti) | ↳ Schede non valide (% su votanti) | 93                       | 19,62                    |
| ↳ Astenuti (% su iscritti)         | ↳ Astenuti (% su iscritti)         | ↳ Astenuti (% su iscritti)         | 124                      | 20,74                    |

| Partito                            | Partito                            | Candidato                          | Primo turno 26 giugno 1848 | Primo turno 26 giugno 1848 | Ballottaggio 27 giugno 1848 | Ballottaggio 27 giugno 1848 |
| Partito                            | Partito                            | Candidato                          | Voti                       | %                          | Voti                        | %                           |
| ---------------------------------- | ---------------------------------- | ---------------------------------- | -------------------------- | -------------------------- | --------------------------- | --------------------------- |
|                                    | Destra storica                     | Camillo Benso                      | 88                         | 48,35                      | 165                         | 56,51                       |
|                                    | —                                  | Ottavio Thaon di Revel             | 94                         | 51,65                      | 127                         | 43,49                       |
|                                    |                                    |                                    |                            |                            |                             |                             |
| Iscritti                           | Iscritti                           | Iscritti                           | 598                        | 100,00                     | 598                         | 100,00                      |
| ↳ Votanti (% su iscritti)          | ↳ Votanti (% su iscritti)          | ↳ Votanti (% su iscritti)          | 187                        | 31,27                      | 295                         | 49,33                       |
| ↳ Voti validi (% su votanti)       | ↳ Voti validi (% su votanti)       | ↳ Voti validi (% su votanti)       | 182                        | 97,33                      | 292                         | 98,98                       |
| ↳ Schede non valide (% su votanti) | ↳ Schede non valide (% su votanti) | ↳ Schede non valide (% su votanti) | 5                          | 2,67                       | 3                           | 1,02                        |
| ↳ Astenuti (% su iscritti)         | ↳ Astenuti (% su iscritti)         | ↳ Astenuti (% su iscritti)         | 411                        | 68,73                      | 303                         | 50,67                       |

L'elezione di Cesare Balbo fu annullata il 12 maggio 1848 per difetto di forma.

### II legislatura
Le votazioni si svolsero in 222 collegi uninominali a doppio turno con la stessa normativa precedente (al primo turno un numero di voti maggiore di un terzo degli iscritti).
| Partito                            | Partito                            | Candidato                          | Primo turno 22 gennaio 1849 | Primo turno 22 gennaio 1849 | Ballottaggio 23 gennaio 1849 | Ballottaggio 23 gennaio 1849 |
| Partito                            | Partito                            | Candidato                          | Voti                        | %                           | Voti                         | %                            |
| ---------------------------------- | ---------------------------------- | ---------------------------------- | --------------------------- | --------------------------- | ---------------------------- | ---------------------------- |
|                                    | Sinistra storica                   | Giovanni Ignazio Pansoya           | 200                         | 49,02                       | 245                          | 54,20                        |
|                                    | Destra storica                     | Camillo Benso, conte di Cavour     | 208                         | 50,98                       | 207                          | 45,80                        |
|                                    |                                    |                                    |                             |                             |                              |                              |
| Iscritti                           | Iscritti                           | Iscritti                           | 598                         | 100,00                      | 598                          | 100,00                       |
| ↳ Votanti (% su iscritti)          | ↳ Votanti (% su iscritti)          | ↳ Votanti (% su iscritti)          | 447                         | 74,75                       | 452                          | 75,59                        |
| ↳ Voti validi (% su votanti)       | ↳ Voti validi (% su votanti)       | ↳ Voti validi (% su votanti)       | 408                         | 91,28                       | 452                          | 100,00                       |
| ↳ Schede non valide (% su votanti) | ↳ Schede non valide (% su votanti) | ↳ Schede non valide (% su votanti) | 39                          | 8,72                        | 0                            | 0,00                         |
| ↳ Astenuti (% su iscritti)         | ↳ Astenuti (% su iscritti)         | ↳ Astenuti (% su iscritti)         | 151                         | 25,25                       | 146                          | 24,41                        |

Per il primo turno non è disponibile il numero dei voti dispersi (almeno 8) che non permise al deputato Benso di ottenere l'elezione al primo turno.

### III legislatura
Le votazioni si svolsero in 204 collegi uninominali a doppio turno con la normativa del 1848 (al primo turno un numero di voti maggiore di un terzo degli iscritti).
| Partito                            | Partito                            | Candidato                          | Risultati 15 luglio 1849 | Risultati 15 luglio 1849 |
| Partito                            | Partito                            | Candidato                          | Voti                     | %                        |
| ---------------------------------- | ---------------------------------- | ---------------------------------- | ------------------------ | ------------------------ |
|                                    | Destra storica                     | Camillo Benso, conte di Cavour     | 204                      | 56,20                    |
|                                    | —                                  | Angelo Campana                     | 159                      | 43,80                    |
|                                    |                                    |                                    |                          |                          |
| Iscritti                           | Iscritti                           | Iscritti                           | 567                      | 100,00                   |
| ↳ Votanti (% su iscritti)          | ↳ Votanti (% su iscritti)          | ↳ Votanti (% su iscritti)          | 378                      | 66,67                    |
| ↳ Voti validi (% su votanti)       | ↳ Voti validi (% su votanti)       | ↳ Voti validi (% su votanti)       | 363                      | 96,03                    |
| ↳ Schede non valide (% su votanti) | ↳ Schede non valide (% su votanti) | ↳ Schede non valide (% su votanti) | 15                       | 3,97                     |
| ↳ Astenuti (% su iscritti)         | ↳ Astenuti (% su iscritti)         | ↳ Astenuti (% su iscritti)         | 189                      | 33,33                    |

### IV legislatura
Le votazioni si svolsero in 204 collegi uninominali a doppio turno con la normativa del 1848 (al primo turno un numero di voti maggiore di un terzo degli iscritti).
| Partito                            | Partito                            | Candidato                          | Risultati 9 dicembre 1849 | Risultati 9 dicembre 1849 |
| Partito                            | Partito                            | Candidato                          | Voti                      | %                         |
| ---------------------------------- | ---------------------------------- | ---------------------------------- | ------------------------- | ------------------------- |
|                                    | Destra storica                     | Camillo Benso, conte di Cavour     | 307                       | 75,80                     |
|                                    | —                                  | Giuseppe Domenico Botto            | 98                        | 24,20                     |
|                                    |                                    |                                    |                           |                           |
| Iscritti                           | Iscritti                           | Iscritti                           | 567                       | 100,00                    |
| ↳ Votanti (% su iscritti)          | ↳ Votanti (% su iscritti)          | ↳ Votanti (% su iscritti)          | 444                       | 78,31                     |
| ↳ Voti validi (% su votanti)       | ↳ Voti validi (% su votanti)       | ↳ Voti validi (% su votanti)       | 405                       | 91,22                     |
| ↳ Schede non valide (% su votanti) | ↳ Schede non valide (% su votanti) | ↳ Schede non valide (% su votanti) | 39                        | 8,78                      |
| ↳ Astenuti (% su iscritti)         | ↳ Astenuti (% su iscritti)         | ↳ Astenuti (% su iscritti)         | 123                       | 21,69                     |

Il deputato Benso cessò dalla carica per nomina a ministro il 12 ottobre 1850 e il collegio fu riconvocato.
| Partito                            | Partito                            | Candidato                          | Primo turno 4 novembre 1850 | Primo turno 4 novembre 1850 | Ballottaggio 5 novembre 1850 | Ballottaggio 5 novembre 1850 |
| Partito                            | Partito                            | Candidato                          | Voti                        | %                           | Voti                         | %                            |
| ---------------------------------- | ---------------------------------- | ---------------------------------- | --------------------------- | --------------------------- | ---------------------------- | ---------------------------- |
|                                    | Destra storica                     | Camillo Benso, conte di Cavour     | 169                         | 97,13                       | 159                          | 96,36                        |
|                                    | —                                  | Lelio Cantoni                      | 5                           | 2,87                        | 6                            | 3,64                         |
|                                    |                                    |                                    |                             |                             |                              |                              |
| Iscritti                           | Iscritti                           | Iscritti                           | 586                         | 100,00                      | 586                          | 100,00                       |
| ↳ Votanti (% su iscritti)          | ↳ Votanti (% su iscritti)          | ↳ Votanti (% su iscritti)          | 196                         | 33,45                       | 167                          | 28,50                        |
| ↳ Voti validi (% su votanti)       | ↳ Voti validi (% su votanti)       | ↳ Voti validi (% su votanti)       | 174                         | 88,78                       | 165                          | 98,80                        |
| ↳ Schede non valide (% su votanti) | ↳ Schede non valide (% su votanti) | ↳ Schede non valide (% su votanti) | 22                          | 11,22                       | 2                            | 1,20                         |
| ↳ Astenuti (% su iscritti)         | ↳ Astenuti (% su iscritti)         | ↳ Astenuti (% su iscritti)         | 390                         | 66,55                       | 419                          | 71,50                        |

Il deputato Benso cessò nuovamente dalla carica per dimissioni da ministro il 16 maggio 1852 e per nuova nomina il 4 novembre 1852; il collegio fu riconvocato.
| Partito                            | Partito                            | Candidato                          | Primo turno 21 novembre 1852 | Primo turno 21 novembre 1852 | Ballottaggio 22 novembre 1852 | Ballottaggio 22 novembre 1852 |
| Partito                            | Partito                            | Candidato                          | Voti                         | %                            | Voti                          | %                             |
| ---------------------------------- | ---------------------------------- | ---------------------------------- | ---------------------------- | ---------------------------- | ----------------------------- | ----------------------------- |
|                                    | Destra storica                     | Camillo Benso, conte di Cavour     | 154                          | 85,56                        | 226                           | 85,93                         |
|                                    | —                                  | Ignazio Costa della Torre          | 16                           | 8,89                         | 37                            | 14,07                         |
|                                    | —                                  | Voti dispersi                      | 10                           | 5,56                         |                               |                               |
|                                    |                                    |                                    |                              |                              |                               |                               |
| Iscritti                           | Iscritti                           | Iscritti                           | 693                          | 100,00                       | 693                           | 100,00                        |
| ↳ Votanti (% su iscritti)          | ↳ Votanti (% su iscritti)          | ↳ Votanti (% su iscritti)          | 185                          | 26,70                        | 265                           | 38,24                         |
| ↳ Voti validi (% su votanti)       | ↳ Voti validi (% su votanti)       | ↳ Voti validi (% su votanti)       | 180                          | 97,30                        | 263                           | 99,25                         |
| ↳ Schede non valide (% su votanti) | ↳ Schede non valide (% su votanti) | ↳ Schede non valide (% su votanti) | 5                            | 2,70                         | 2                             | 0,75                          |
| ↳ Astenuti (% su iscritti)         | ↳ Astenuti (% su iscritti)         | ↳ Astenuti (% su iscritti)         | 508                          | 73,30                        | 428                           | 61,76                         |

### V legislatura
Le votazioni si svolsero in 204 collegi uninominali a doppio turno con la normativa del 1848 (al primo turno un numero di voti maggiore di un terzo degli iscritti).
| Partito                            | Partito                            | Candidato                          | Risultati 8 dicembre 1853 | Risultati 8 dicembre 1853 |
| Partito                            | Partito                            | Candidato                          | Voti                      | %                         |
| ---------------------------------- | ---------------------------------- | ---------------------------------- | ------------------------- | ------------------------- |
|                                    | Destra storica                     | Camillo Benso, conte di Cavour     | 309                       | 76,30                     |
|                                    | —                                  | Ignazio Costa della Torre          | 75                        | 18,52                     |
|                                    | —                                  | Ottavio Thaon di Revel             | 6                         | 1,48                      |
|                                    | —                                  | Voti dispersi                      | 15                        | 3,70                      |
|                                    |                                    |                                    |                           |                           |
| Iscritti                           | Iscritti                           | Iscritti                           | 609                       | 100,00                    |
| ↳ Votanti (% su iscritti)          | ↳ Votanti (% su iscritti)          | ↳ Votanti (% su iscritti)          | 407                       | 66,83                     |
| ↳ Voti validi (% su votanti)       | ↳ Voti validi (% su votanti)       | ↳ Voti validi (% su votanti)       | 405                       | 99,51                     |
| ↳ Schede non valide (% su votanti) | ↳ Schede non valide (% su votanti) | ↳ Schede non valide (% su votanti) | 2                         | 0,49                      |
| ↳ Astenuti (% su iscritti)         | ↳ Astenuti (% su iscritti)         | ↳ Astenuti (% su iscritti)         | 202                       | 33,17                     |

### VI legislatura
Le votazioni si svolsero in 204 collegi uninominali a doppio turno dopo la modifica dei collegi della Sardegna nel 1856; venne applicata la normativa del 1848 (al primo turno un numero di voti maggiore di un terzo degli iscritti).
| Partito                            | Partito                            | Candidato                          | Risultati 15 novembre 1857 | Risultati 15 novembre 1857 |
| Partito                            | Partito                            | Candidato                          | Voti                       | %                          |
| ---------------------------------- | ---------------------------------- | ---------------------------------- | -------------------------- | -------------------------- |
|                                    | Destra storica                     | Camillo Benso, conte di Cavour     | 238                        | 69,79                      |
|                                    | —                                  | Giuseppe di Gattinara              | 89                         | 26,10                      |
|                                    | —                                  | Voti dispersi                      | 14                         | 4,11                       |
|                                    |                                    |                                    |                            |                            |
| Iscritti                           | Iscritti                           | Iscritti                           | 610                        | 100,00                     |
| ↳ Votanti (% su iscritti)          | ↳ Votanti (% su iscritti)          | ↳ Votanti (% su iscritti)          | 346                        | 56,72                      |
| ↳ Voti validi (% su votanti)       | ↳ Voti validi (% su votanti)       | ↳ Voti validi (% su votanti)       | 341                        | 98,55                      |
| ↳ Schede non valide (% su votanti) | ↳ Schede non valide (% su votanti) | ↳ Schede non valide (% su votanti) | 5                          | 1,45                       |
| ↳ Astenuti (% su iscritti)         | ↳ Astenuti (% su iscritti)         | ↳ Astenuti (% su iscritti)         | 264                        | 43,28                      |

### VII legislatura
Le votazioni si svolsero in 387 collegi uninominali a doppio turno. Come previsto dalla legge elettorale del 20 novembre 1859, era eletto al primo turno il candidato che «riunisce in suo favore più del terzo dei voti del total numero dei membri componenti il collegio e più della metà dei suffragi dati dai votanti presenti all'adunanza» (art. 91). Se nessun candidato era eletto, al ballottaggio tra i due candidati con più voti era eletto chi otteneva il maggior numero di voti (art. 92) o, in caso di ugual numero di voti, il maggiore d'età (art. 93).
| Partito                            | Partito                            | Candidato                          | Risultati 25 marzo 1860 | Risultati 25 marzo 1860 |
| Partito                            | Partito                            | Candidato                          | Voti                    | %                       |
| ---------------------------------- | ---------------------------------- | ---------------------------------- | ----------------------- | ----------------------- |
|                                    | Destra storica                     | Camillo Benso, conte di Cavour     | 534                     | 89,15                   |
|                                    | —                                  | Prospero Balbo                     | 21                      | 3,51                    |
|                                    | —                                  | Ignazio Costa della Torre          | 12                      | 2,00                    |
|                                    | —                                  | Ottavio Thaon di Revel             | 5                       | 0,83                    |
|                                    | —                                  | Voti dispersi                      | 27                      | 4,51                    |
|                                    |                                    |                                    |                         |                         |
| Iscritti                           | Iscritti                           | Iscritti                           | 1 086                   | 100,00                  |
| ↳ Votanti (% su iscritti)          | ↳ Votanti (% su iscritti)          | ↳ Votanti (% su iscritti)          | 605                     | 55,71                   |
| ↳ Voti validi (% su votanti)       | ↳ Voti validi (% su votanti)       | ↳ Voti validi (% su votanti)       | 599                     | 99,01                   |
| ↳ Schede non valide (% su votanti) | ↳ Schede non valide (% su votanti) | ↳ Schede non valide (% su votanti) | 6                       | 0,99                    |
| ↳ Astenuti (% su iscritti)         | ↳ Astenuti (% su iscritti)         | ↳ Astenuti (% su iscritti)         | 481                     | 44,29                   |